# مدیسون کوچیان
مدیسون کوچیان (به انگلیسی: Madison Kocian) ژیمناست زادهٔ ۱۵ ژوئن ۱۹۹۷ میلادی اهل کشور ایالات متحده آمریکا است.